# Янушковиці (Опольське воєводство)
Янушко́виці (пол. Januszkowice, нім. Januschkowitz) — село в Польщі, у гміні Здзешовиці Крапковицького повіту Опольського воєводства.
Населення — 1046 осіб (2011).

## Демографія
Демографічна структура станом на 31 березня 2011 року:
|          | Загалом | Допрацездатний вік | Працездатний вік | Постпрацездатний вік |
| -------- | ------- | ------------------ | ---------------- | -------------------- |
| Чоловіки | 530     | 106                | 355              | 69                   |
| Жінки    | 516     | 90                 | 319              | 107                  |
| Разом    | 1046    | 196                | 674              | 176                  |